# Herschel-prizma

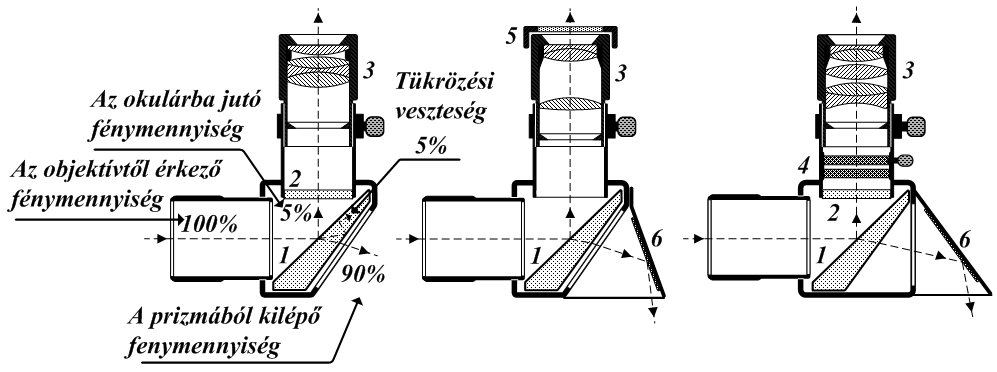
Napmegfigyelésre kialakitott okulárok Herschel prizmával.
1 - Herschel prizma
2 - Semleges szűrő
3 - Okulárok
4 - Szabályozható polarizációs szűrő
5 - Cserélhető semleges szűrő
6 - Fényterelő lemez

A Herschel prizma egy különleges ún. ék prizma, mely az objektívből érkező fénynek csak egy kis részét engedi a távcső okulárjába. A maradék fénymennyiséget egyszerűen átereszti.

## Felhasználási területe
A Herschel prizmát napmegfigyelés során tudjuk alkalmazni. Ezzel az eszközzel ugyanis megszabadulhatunk a szűrőfóliáktól és más kiegészítőktől. Ha különleges hatást szeretnénk elérni például a kontrasztot vagy a láthatatlan infravörös és UV spektrumokat akarjuk "levágni", akkor tényleg szükségünk lesz ilyen szűrőkre. Használják még kifejezetten napmegfigyelésre gyártott távcsövekben(naptávcső. Itt egy szűrővel kombinálják, mely "H-alfa" sávban engedi át a fényt ami 656,28 nanométeres hullámhosszt jelent.

## Általános technikai adatok
A kiegészítőnek a lelke egy egyszerű optikai elem, az ún. ék prizma, angolul wedge prism. A prizmát két felületen kell precíziósan megmunkálni a torzítások elkerülése végett. Az üveg anyaga sem mindegy. Erre a célra kiváló minőségű "BK7" nevezetűt használnak (persze ennél vannak sokkal jobb tulajdonságúak, de sajnos drágábbak is).
A prizma két oldala által bezárt szög általában tíz fok (10°).

## A prizma működése

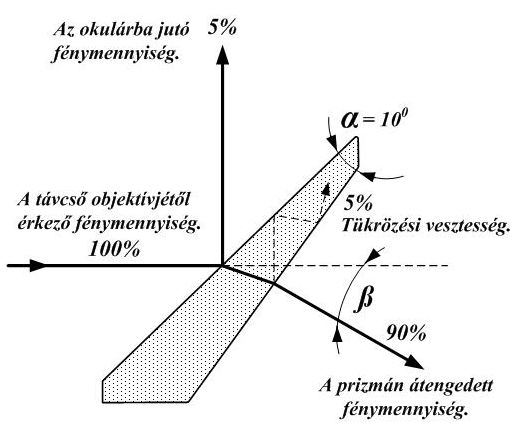
Herschel prizma (ék) működésének ábrázolása.

Az objektívből jövő fény először a prizma külső felületére esik, ahonnan a száz százalékból körülbelül öt százaléka a fénynek az okulárba jut. Ezt követően a maradék kilencvenöt százaléknyi fény áthalad a prizmán (további öt százalék el is veszhet a belső reflexiók=tükröződések miatt). Végül kilencven százalék kilép a prizmából egy kissé elhajlítva az eredeti útjáról. 
Az ék prizmának két fontos szögét "α" és "β" adják meg. Az "α" a két megmunkált felület által bezárt szöget jelöli, míg a "β" a fény elhajlásának a szögét adja meg a belépési egyeneshez viszonyítva.